# Corydendrium fruticosum
Corydendrium fruticosum is een hydroïdpoliep uit de familie Oceaniidae. De poliep komt uit het geslacht Corydendrium. Corydendrium fruticosum werd in 1914 voor het eerst wetenschappelijk beschreven door Fraser. 